# Abronia frosti
Abronia frosti (абронія Фроста) — вид веретільницеподібних ящірок родини веретільницевих (Anguidae). Ендемік Гватемали. Вид названий на честь американського герпетолога Даррела Фроста.

## Поширення і екологія
Абронії Фроста мешкають в горах Сьєрра-де-лос-Кучуматанес на північному заході Гватемали. Вони живуть у вологих гірських тропічних лісах, на висоті від 2800 до 2900 м над рівнем моря. Ведуть деревний спосіб життя.

## Збереження
МСОП класифікує цей вид як такий, що перебуває на межі зникнення. Abronia frosti загрожує знищення природного середовища.